# Glavnyj maršal roda vojsk
I gradi di maresciallo comandante di corpo (russo : главный маршал рода войск; translitterazione: Glavnyj maršal roda vojsk) e maresciallo di corpo (russo: маршал рода войск; translitterato: maršal roda voisk ) erano alti gradi militari delle Forze armate sovietiche. Il grado di maresciallo capo era immediatamente superiore al grado di "maresciallo d'arma" ed entrambi i gradi erano  immediatamente superiori al grado di "colonnello generale" e pari al grado di generale dell'armata.

## Istituzione
I gradi di maresciallo dell'aviazione, dell'artiglieria e delle truppe corazzate vennero istituiti il 4 febbraio 1943. Il grado di maresciallo capo è stato istituito il 27 ottobre 1943, contemporaneamente al grado di maresciallo del Genio e maresciallo delle comunicazioni. I marescialli capo e i marescialli d'arma indossavano nelle uniformi da parata anche la stella di maresciallo di 2 ° livello..
i marescialli di corpo potevano conseguire normalmente la promozione a maresciallo comandante di corpo, ma non a maresciallo dell'Unione Sovietica. Dopo il 1984, il grado di maresciallo è stato conservato solo per l'aviazione e l'artiglieria. Successivamente il grado di maresciallo non è più stato conferito anche in questi settori delle forze armate. I regolamenti dell'esercito russo del 1993 hanno sostituito i gradi di maresciallo di artiglieria e maresciallo dell'aviazione con il grado di generale dell'armata e il grado di maresciallo abolito.
| Gradi delle forze armate dell'Unione Sovietica         | Gradi delle forze armate dell'Unione Sovietica        | Gradi delle forze armate dell'Unione Sovietica                               |
| ------------------------------------------------------ | ----------------------------------------------------- | ---------------------------------------------------------------------------- |
| Generale d'armata (Генерал армии)                      | Generale d'armata (Генерал армии)                     | grado superiore: Maresciallo dell'Unione Sovietica (Маршал Советского Союза) |
| grado inferiore: Maršal roda vojsk (Ма́ршал ро́да во́йск) | Glavnyj maršal roda vojsk (Главный ма́ршал ро́да во́йск) | grado superiore: Maresciallo dell'Unione Sovietica (Маршал Советского Союза) |

### Distintivi di grado
Il distintivo di grado dei marescialli comandanti di corpo e dei marescialli di corpo erano simili a quello di maresciallo dell'Unione Sovietica con una sola grande stella, con la differenza che mentre nel distintivo di grado nel maresciallo dell'Unione Sovietica la stella era accompagnata dall'emblema dell'Unione Sovietica, nei marescialli comandanti di corpo e nei maresciallo di corpo la stella era accompagnata dall'emblema della propria Arma. La differenza nei distintivi di grado tra i marescialli comandanti di corpo, che erano al comando di un'Arma, e i marescialli di Corpo era nella stella che nei marescialli comandanti di corpo era circondata da foglie di alloro.
| Descrizione                 | Maresciallo comandante di corpo   | Maresciallo comandante di corpo | Maresciallo comandante di corpo         | Maresciallo comandante di corpo      | Maresciallo comandante di corpo            |
| ... su uniforme di servizio | Controspallina 1943 – 1955        | Controspallina 1943 – 1955      | Controspallina 1943 – 1955              | Controspallina 1943 – 1955           | Controspallina 1943 – 1955                 |
| --------------------------- | --------------------------------- | ------------------------------- | --------------------------------------- | ------------------------------------ | ------------------------------------------ |
| ... su uniforme di servizio |                                   |                                 |                                         |                                      |                                            |
| ...su uniforme ordinaria    | Controspallina 1955 – 1974        | Controspallina 1955 – 1974      | Controspallina 1955 – 1974              | Controspallina 1955 – 1974           | Controspallina 1955 – 1974                 |
| ...su uniforme ordinaria    |                                   |                                 |                                         |                                      |                                            |
| Grado                       | Maresciallo capo dell'Artiglieria | Maresciallo capo dell'Aviazione | Maresciallo capo delle Truppe corazzate | Maresciallo capo delle Comunicazioni | Maresciallo capo del Corpo degli ingegneri |
| Emblema                     |                                   |                                 |                                         |                                      |                                            |
| equivalente-Nato            | OF-9                              | OF-9                            | OF-9                                    | OF-9                                 | OF-9                                       |